# WWE SmackDown vs. Raw 2007
WWE SmackDown vs. Raw 2007 è un videogioco di wrestling del 2006, sviluppato da Yuke's Future Media Creators e pubblicato da THQ per PlayStation 2, PlayStation Portable e Xbox 360. È il primo capitolo della serie ad essere commercializzato anche per altre console oltre alla PlayStation ed il primo ad avere il nome originale anche in Giappone.
Inizialmente era prevista anche una versione per PlayStation 3, ma venne poi cancellata a causa dei ritardi nell'uscita della console.

## Modalità di gioco
Una novità di SmackDown vs. Raw 2007 è la possibilità di modificare lo spogliatoio (in modalità carriera) con poster, orologi, striscioni ecc. Ci sono nuove leggende: le quattro personalità di Mick Foley (Mankind, Cactus Jack, Dude Love e lo stesso Foley), Jim Neidhart, Dusty Rhodes, Mr. Perfect, Bam Bam Bigelow, Eddie Guerrero, Shane McMahon, Hulk Hogan, Steve Austin e The Rock.
Un'altra novità presente in SmackDown vs. Raw 2007 si trova nella modalità esibizione ed è l'aggiunta di una nuova stipulazione, il Money in the Bank Ladder match.

## Roster
| Superstar | Superstar | Divas                                                                    | Divas                   | Leggende |
| Raw | SmackDown | Raw                                                                      | SmackDown               | Leggende |
| --- | --- | ------------------------------------------------------------------------ | ----------------------- | --- |
| - Big Show - Carlito - Chavo Guerrero - Chris Masters - Daivari - Edge - John Cena - Kane - Kurt Angle - Lance Cade - Mick Foley - Ric Flair - Rob Van Dam - Shawn Michaels - Shelton Benjamin - Snitsky - Trevor Murdoch - Triple H - Umaga - Viscera | - Batista - Bobby Lashley - Booker T - Chris Benoit - Finlay - Gregory Helms - Hardcore Holly - John Bradshaw Layfield - Joey Mercury - Johnny Nitro - Ken Kennedy - Kid Kash - Mark Henry - Matt Hardy - Paul Burchill - Psicosis - Randy Orton - Rey Mysterio - Super Crazy - The Boogeyman - The Great Khali - The Undertaker - Vito - William Regal | - Candice Michelle - Lita - Mickie James - Torrie Wilson - Trish Stratus | - Jillian Hall - Melina | - Bam Bam Bigelow - Bret Hart - Cactus Jack - Dude Love - Dusty Rhodes - Eddie Guerrero - Hulk Hogan - Jim Neidhart - Jerry Lawler - Mankind - Mr. Perfect - The Rock - Roddy Piper - Shane McMahon - Steve Austin - Tazz |

### Campioni nel gioco
Raw
- WWE Champion: Edge
- WWE Intercontinental Champion: Johnny Nitro
- World Tag Team Champions: Big Show & Kane
- WWE Women's Champion: Mickie James

SmackDown
- World Heavyweight Champion: Booker T
- WWE United States Champion: Bobby Lashley
- WWE Tag Team Champions: Joey Mercury & Johnny Nitro
- WWE Cruiserweght Champion: Gregory Helms

## Arene
- Raw
- SmackDown
- Heat
- Velocity
- WWE Saturday Night's Main Event
- New Year's Revolution
- Royal Rumble (2006)
- No Way Out (2006)
- WrestleMania 22
- Backlash (2006)
- Judgment Day (2006)
- ECW One Night Stand (2006)
- Vengeance
- The Great American Bash (2005)
- SummerSlam (2005)
- Unforgiven (2005)
- No Mercy (2005)
- Taboo Tuesday
- Survivor Series (2005))
- Armageddon (2005)

## Colonna sonora
- Alive and Kicking - Nonpoint
- Animal I Have Become - Three Days Grace
- Bullet with a Name - Nonpoint
- Forgive Me - Versus The World
- I Ain't Your Savior - Bullets and Octane
- Lonely Train - Black Stone Cherry
- Money in the Bank - Lil Scrappy feat. Young Buck
- Riot - Three Days Grace
- Stitches - Allele
- Survive - Rise Against
- The Champ - Ghostface Killah
- The Enemy - Godsmack